# رضا وهدانی
رضا وُهدانی (زادهٔ ۱ فروردین ۱۳۱۲ در تهران – درگذشتهٔ اردیبهشت ۱۳۸۲ در تهران)، موسیقی‌دان، آهنگساز، نوازندهٔ تار و مدرس موسیقی اهل ایران بود.

## زندگی هنری
رضا وهدانی، فرزند اسماعیل ۱ فروردین سال ۱۳۱۲ در تهران متولد شد. از کودکی به موسیقی گرایش داشت و از چوب و نخ برای خود وسیله‌ای ساخته بود که هنگام خواندن، با آن وسیله به اصطلاح ساز می‌نواخت. او در سن ۱۴ سالگی به کلاس هنرپیشگی جامعهٔ باربد که تحت نظارت «رفیع حالتی» اداره می‌شد رفت و در آنجا با «اسماعیل مهرتاش» آشنا شد و به فراگیری آواز و ردیف‌های موسیقی ایرانی و تلفیق شعر و موسیقی، نزد وی مشغول شد. او به نواختن «تار» علاقه داشت اما به دلیل مشکلات مادی قادر به خرید ساز نبود تا زمانی که یکی از زنان فامیل، پس از دیدن ذوق و علاقه‌اش سازی را به او هدیه داد و موجب آغاز شکوفایی وی در موسیقی شد. او در کلاس‌های جامعهٔ باربد، مدتی نزد «رضا معینی» تا اواسط کتاب اول تار و سه‌تار را فرا گرفت اما مدتی بعد، آن کلاس تعطیل شد. او پس از آن به هنرستان موسیقی ملی راه یافت. وی از آموزش‌های هنرمندانی نظیر: «روح‌الله خالقی» و «نصرالله زرینپنجه» ، «جواد شریعتمداری» ، «علینقی وزیری» ، «ابوالحسن صبا» و «حسین دهلوی» بهره برد.
وی پس از مدتی به کلاس‌های «علی‌اکبر شهنازی» راه یافت. علی اکبر شهنازی، طبقهٔ پایین محل کلاس خود را به‌طور رایگان در اختیار رضا وهدانی گذاشت تا به هنرجویان نت‌خوانی و گوشه‌های آوازی موسیقی را آموزش دهد. وی به جهت تشویق، درآمد حاصل از آن کلاس‌ها را هم به رضا وهدانی اختصاص داد. وهدانی به مرور و با کمک بانویی به‌نام «اقدس» که سال‌ها در کلاس‌های علی‌اکبر شهنازی حاضر بود، نوشتن ردیف‌های شهنازی را آغاز کرد. پس از آن علی‌اکبر شهنازی، طی دستخطی اجازهٔ چاپ و تکثیر ردیف‌های خود را به رضا وهدانی واگذار کرد.
وی همچنین در جوانی شاگرد «سید محمد سنگلجی» بود و در درس اخلاق او حاضر و غزلیات عرفانی را در آن مجلس با صدای خوش می‌خواند. وهدانی به توصیهٔ سید محمد سنگلجی با روح‌الله خالقی آشنا شد و از این طریق به رادیو راه یافت.
او مدتی نیز نزد «عبدالله دوامی» به فراگیری موسیقی پرداخت. وی از سال ۱۳۳۶ با حضور در ارکستر ویژه به سرپرستی «مشیر همایون شهردار» و پس از آن در ارکستر سازهای ایرانی به سرپرستی «روح‌الله خالقی» فعالیت‌های هنری خود را ادامه داد. او در سال ۱۳۳۷ به عنوان هنرآموز در وزارت فرهنگ و هنر استخدام شد.
رضا وهدانی در اواسط سال ۱۳۵۸ بازنشسته شد و فقط به تدریس و آموزش به‌صورت خصوصی پرداخت. او سفرهایی نیز به خارج از کشور داشت و در برخی از سمینارهای موسیقی، به سخنرانی پرداخت وی همچنین مدتی در کلاس‌های فوق برنامهٔ دانشگاه اشتوتگارت آلمان، به تدریس موسیقی کلاسیک ایرانی مشغول بود. وی علاوه بر تار به سازهای ویلن، عود، پیانو، ماندولین، دف و تمبک آشنایی داشت.
او کتاب «ردیف سازی موسیقی سنتی ایران» (ردیف آقا علی‌اکبر فراهانی معروف به روایت ردیف میرزا حسینقلی) به روایت علی‌اکبر شهنازی را در سال ۱۳۷۶ منتشر نمود.

## آثار هنری
از جمله آثار رضا وهدانی، می‌توان به موارد زیر اشاره نمود:
آثار مکتوب:
- ردیف سازی موسیقی سنتی ایران به روایت علی‌اکبر شهنازی
- ردیف آموزشی سازی و آوازی برای هنرآموزان در هفت دستگاه

آهنگسازی:
- «رامین و رؤیا»
- «انقلاب»
- «گردش شور»
- «گل قاصد»
- «قطره اشک»
- «ساقی»

## درگذشت
رضا وهدانی در اردیبهشت سال ۱۳۸۲ بر اثر سرطان معده در سن ۷۰ سالگی درگذشت. پیکر او در ۳۱ اردیبهشت ۱۳۸۲ از مقابل تالار وحدت تهران تشییع و در بهشت زهرا به خاک سپرده شد.